# Freie Musik
Freie Musik oder auch Open Music ist ein Synonym für Musik, die gemäß der Idee von freier Software und Open Source produziert wird. Musik, die zwar in Teilen die geforderten Freiheiten realisiert, aber z. B. nicht geändert oder nicht kommerziell geändert werden darf, nennt man in Analogie zu halbfreier Software halbfreie Musik. Manche Musikdienste wie Jamendo setzen von dieser Definition abweichend den Begriff Freie Musik mit GEMA-freie Musik gleich. Die dort erhältlichen Lieder können nur privat, aber nicht kommerziell frei genutzt werden und sind somit nur halbfrei. Zur freien Musik dagegen zählt auch gemeinfreie Musik, die durch keine Urheber- und Leistungsschutzrechte mehr geschützt wird.

## Lizenz
Ähnlich wie für Software gibt es für Musik (bzw. künstlerische Werke im Allgemeinen) verschiedene Lizenzen, mit denen die Urheber ihre Werke für verschiedene Zwecke „freigeben“. Diese erlauben, die Musik frei zu kopieren und zu vertreiben und Teile eines Titels für eigene – wiederum freie – Werke zu verwenden.

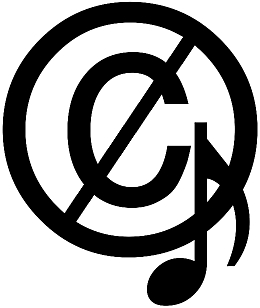
Das durchgestrichene Copyright-Symbol mit einer Note

Eine der ältesten Lizenzen, die für freie Musik und Kunst verwendet wird, ist die UVM-Lizenz für freie Inhalte. Diese wird allerdings in Zusammenhang mit freier Musik hauptsächlich in der Interpretation von Neppstar verwendet, wodurch sie am ehesten der GNU General Public License entspricht. Es werden sowohl die 4 Freiheiten von Richard Stallman, als auch der Copyleft-Effekt berücksichtigt.
Darüber hinaus zählen dazu die Lizenzen des Open Music Projektes, die quasi als Vorstufe der heute am meisten gebräuchlichen Creative Commons betrachtet werden können. Letztere stellen sozusagen ein Baukastensystem dar, das eine Abstufung des Erlaubten ermöglicht. Beispielsweise kann die Veränderung bzw. Weiterentwicklung der Musik verboten werden, was dann allerdings nicht mehr dem Begriff „frei“ im Sinne freier Software entspricht. Eine häufige Einschränkung ist die kommerzielle Verwendung der ansonsten freigegebenen Werke. Auf diese Weise wird allerdings unter Umständen auch die Weiterbearbeitung oder die öffentliche Aufführung eingeschränkt. Diese Art von Lizenz ist am ehesten mit dem Begriff Freeware aus der Software-Branche zu vergleichen.
Musik, die unter einer freien Lizenz wie der Lizenz für freie Inhalte von Neppstar oder bestimmten Creative Commons-Lizenzen (CC by-sa, CC by oder CC zero) veröffentlicht wird, kann als freie Musik im umfassenden Sinn bezeichnet werden. Sie darf frei kopiert, weitergegeben, in Datenbanken aufgenommen und angeboten, aber auch in anderer Form weitergegeben werden. Es ist jedoch auch erlaubt, sie nach Erhalt zu verkaufen, zum Beispiel in Form von Tonträgern oder als Download in Datenbanken. Hierbei sind allerdings die Lizenzbestimmungen zu beachten, die verlangen können, auf die freie Lizenz hinzuweisen und diese weiterzugeben. Hinzu kommt, dass bei freier Musik, die unter der Lizenz für freie Inhalte (im Sinne von Neppstar) steht, bei der Verbreitung auch der Quellcode mitgeliefert werden muss, wodurch diese der GPL recht ähnlich ist.
Freie Musik darf auch in Rundfunk und Fernsehen frei gesendet und – zum Beispiel auf Konzerten – nachgespielt werden, ohne dass dafür Lizenzabgaben anfallen. Die Komponisten stellen ihre Werke der Allgemeinheit zur Verfügung ohne dafür eine finanzielle oder materielle Entschädigung zu verlangen.
Zum Selbstschutz (damit freie Musik nicht verloren geht) gibt es ähnlich der GNU General Public License häufig drei Bedingungen, zu denen sich die Lizenznehmer verpflichten müssen:
1. Namensnennung der Autor bzw. Lizenzgeber und Hinweis auf die freie Lizenz (Dies gilt bei kommerzieller Nutzung und jeglicher Weitergabe der freien Werke)
2. Rückfluss in den freien Pool, d. h. bei Veränderung der Werke müssen diese ebenfalls unter die freie Lizenz gestellt werden (Copyleft).
3. Weitergabe des Quellcodes

Für Musiker und Komponisten mag dabei interessant sein, dass von freien Stücken auch Remixe und Mashups erstellt werden können, und so neue Musik aus dem freien Material geformt werden darf. Wobei hier unbedingt die Leistungsschutzrechte eventuell beteiligter Musiker zu beachten sind, sofern von dem Tonmaterial eines freien Werkes ein Remix oder Mashup erstellt werden soll. Der Remix oder das Mashup muss allerdings meist wieder der Allgemeinheit zur Verfügung gestellt werden. Für Filmemacher, die das Angebot der freien Musik nutzen wollen gilt, dass sie dann auch ihren Film freigeben müssen. Unter Umständen kann es vorteilhaft sein, gemeinfreie (public domain) Musik (z. B. Free Sheet Music) zu verwenden, die keinen Rückfluss in den freien Pool erzwingt.

## Initiative
OpenMusic ist ebenfalls eine 2001 gestartete Initiative des LinuxTags. Auf dem LinuxTag 2001 wurde eine CD mit Open Music herausgegeben. Dazu wurden zwei OpenMusic-Lizenzen erstellt. Eine LinuxTag Green OpenMusic License und eine LinuxTag Yellow OpenMusic License. Die beiden Lizenzen unterscheiden sich in der Erlaubnis von kommerzieller Verwendung der Musik. Bei der grünen Lizenz darf die Musik beliebig, also auch kommerziell, verwendet werden. Bei der gelben Lizenz bedarf es für jede kommerzielle Verwendung der Erlaubnis des Urhebers.

## Gemeinfreie Musik
Aufnahmen von Musik, deren Urheber länger als 70 Jahre tot sind und deren erstmalige Aufnahme vor dem 1. Januar 1963 erfolgt ist, sind in Deutschland und in den Mitgliedstaaten der Europäischen Union gemeinfrei. Gründe hierfür sind, dass der Schutz des Tonträgerherstellers für diese Aufnahme spätestens am 31. Dezember 2011 endete (Richtlinie 2001/29/EG (Urheberrechtsrichtlinie)) und entsprechende Aufnahmen gemäß der Übergangsregelung UrhG § 137m nicht von der im Neunten Gesetz zur Änderung des Urheberrechtsgesetzes (2013) eingeführten Fristverlängerung für Aufzeichnungen von Darbietungen und für Tonträger auf 70 Jahre (Richtlinie 2011/77/EU (Künstler-Schutzfristen-Richtlinie)) profitieren. Neben lokalen Initiativen werden solche Aufnahmen z. B. vom International Music Score Library Project bereitgestellt. Eine Freigabe entsprechender Bestände durch nationale Bibliotheken, wie sie bei gemeinfreien Bildern nach der Neuregelung des § 68 UrhG erwogen bzw. umgesetzt wird, ist bisher noch nicht erfolgt.